# Korpa Bence
Korpa Bence (Miskolc, 1998. január 12. –) magyar sakknagymester, csapatban U18 korosztályos Európa-bajnoki ezüstérmes.
2017-ben érettségizett a miskolci Zrínyi Ilona Gimnáziumban. A nagymester címet 2017. szeptemberben kapta meg a Nemzetközi Sakkszövetségtől.

## Sakkpályafutása
2006-ban, 8 évesen megnyerte a 9 évesek országos versenyét, majd egy évvel később megvédte címét. Ugyanebben az évben első lett a XVIII. Coenius-Árvay Kupa versenyen a felsőtagozatosok között.
2008-ban, 10 évesen Gledura Benjámin előtt megnyerte az 1. Talentum-kupát, majd pár hónappal később az 5−6. osztályosok korcsoportjában első lett a XVII. Lauder Sakkfesztiválon.
2011-ben az U14 korosztályban bronzérmet szerzett az Európai Unió sakkbajnokságán. Októberben az első helyen végzett a VII. Egri Ősz FIDE-értékszámszerző versenyen.
A 2012-es ifjúsági sakk-Európa-bajnokságon az U14 korosztályban holtversenyben a 2−6. (végeredményben a 4.) helyen végzett.  2012-ben, 14 éves korában az Open csoportban első helyezést ért el Egerben a 6. Eventus Kupán, majd ez év őszén  100%-os teljesítménnyel nyerte a VIII. Egri Ősz sakkversenyt.
2013. novemberben holtversenyes 1. helyezést ért el az Open Tatry 2013 versenyen. 2014-ben tagja volt az U16-os ifjúsági sakkolimpián 4. helyen végzett magyar válogatottnak.
2015-ben az U18 korcsoportos ifjúsági sakkvilágbajnokságon a 10. helyen végzett. Ebben az évben a csapat második táblásaként 11 játékból szerzett 9 pontjával nagy szerepe volt abban, hogy a DVTK-EMSE csapata első helyen végzett az NB II-ben, és feljutott az első osztályba. Ebben az évben a 2. helyen végzett a Hévizen rendezett 11. nagymesterversenyen. 2015. decemberben megnyerte a 3. Tóth József-emlékversenyt Edelényben.
2016-ban megnyerte az Országos Diákolimpia értékszámos versenyét, ugyanebben az évben csapatban és egyéni teljesítményével is ezüstérmet szerzett az U18 korosztályos sakkcsapat Európa-bajnokságon.
2017-ben a Szatmárnémetiben rendezett Tasnád-kupa nemzetközi sakkversenyen Aczél Gergely mögött a második helyen végzett.

## Normateljesítései
A FIDE-mester fokozatot 2012-ben, 14 éves korában, a nemzetközi mester címet 2014-ben szerezte meg. A nemzetközi mesteri normát először a 2013. decemberi Első Szombat nagymesterversenyen teljesítette, amely egyben nagymesteri normateljesítés is volt. Második alkalommal a 2014. februári Első Szombat verseny nagymestercsoportjában érte el, harmadik alkalommal 2014. májusban a nyílt magyar bajnokságon sikerült összegyűjtenie a szükséges pontokat.
A nagymesteri címhez szükséges normát három alkalommal, először a 2013. decemberben rendezett Első Szombat nagymesterversenyen, másodszor 2016. februárban a Vojvodina 1 2016 versenyen,  harmadszor a 2016-os bajnokságban a Bundesligában elért eredménye alapján teljesítette.

## Játékereje
A FIDE 2020. márciusra érvényes Élő-pontszáma alapján játékereje 2546 pont, amellyel a magyar ranglistán a 16. helyen állt. Az eddigi legmagasabb Élő-pontszáma 2560 volt 2019. októberében, amellyel a magyar ranglista 14. helyén állt.

## Díjai, elismerései
- 2014: Jó tanuló − jó sportoló[35]
- 2016: Magyarország jó tanulója − jó sportolója[36][37]